# Præriebed
Præriebedet er et bed, som bringer præriernes plantesamfund ind i haven. I ganske enkelte tilfælde (f.eks. botaniske haver, demonstrationshaver, økologiske anlæg) følger præriebedet et nøje udvalgt plantesamfund, hvor forhold som jordbund, dræn, pH, lystilgang og plantesammensætning efterligner et stykke eksisterende prærienatur. Mere almindeligt er det, at præriebedet blot består af udvalgte planter, som stammer fra flere forskellige prærieområder, men dog sådan at der skabes noget, som ligner et stykke gennemsnitsprærie.

## Målsætning
Når man laver et præriebed, kan det opfylde både praktiske og skønhedsmæssige formål. Blandt andet kan man nævne en række fordele, som det er vanskeligt at opnå, når man bare anlægger et almindeligt, blandet bed:
- Prærieplanterne er tilpasset hinanden
- Planterne stiller de samme krav til vækstforholdene
- Der er et på forhånd stort udvalg af prærieplanter i handlen
- Planterne kræver ikke vanding (efter etableringsfasen)

De skønhedsmæssige grunde til at vælge et præriebed hænger sammen med et bestemt syn på, hvad der i det hele taget er smukt i en have:
- Bedet er frodigt at se på året rundt
- Bedet ser mere "naturligt" ud end et traditionelt staudebed
- Bedet giver et billede, som passer med betragterens forventninger
- Bedets mange græsser giver det en lethed, som ellers er svær at skabe

## Forberedelser

### Ukrudtsbekæmpelse
Præriebedet er en flade, som skal dækkes af udvalgte stauder. Derfor er det meget afgørende, at aggressive vildstauder (ukrudt) bliver fjernet fuldstændigt, før man begynder arbejdet med bedet. Det enkleste og billigste er at bruge en gift (herbicid), som dræber alle planter på stykket. Men dels kan der rejses tvivl om, hvor forsvarligt det er at risikere ødelæggelse af grundvandet, når formålet udelukkende er rekreativt, og dels rummer enhver brug af plantegifte en betydelig risiko for, at stedet bliver uegnet til den ønskede plantevækst.
I stedet kan man bruge én af flere, mere traditionelle metoder:
- Man kan udsulte ukrudtets rodnet ved fræsning eller kultivering med korte mellemrum over en hel sæson
- Man kan udsulte ukrudtet ved at dække jorden med lystæt plastfolie
- Man kan dyrke en afgrøde, som kræver renholdelse gennem hele sommeren (kartofler har været meget brugt til formålet)
- Og man kan fjerne hele muldlaget – og dermed også størstedelen af ukrudtsbestanden – før bedet etableres

### Dræning
Når ukrudtet er fjernet, må man sørge for, at bedet kan drænes ordentligt. Mange prærieplanter er tilpasset vokseforhold, hvor der er tørke gennem det meste af sommeren og efteråret, og de tåler ikke at stå i en konstant fugtig jord. Hvis overjorden er rømmet væk i forbindelse med ukrudtsbekæmpelsen, kan drænene lægges på råjordsfladen, før man tilfører ny overjord. I de fleste tilfælde må drænet dog skabes ved, at man graver render ned gennem overjorden. Under alle omstændigheder, skal drænslangerne have ensartet fald til en afløb. Mange vælger at skave en havedam, der kan modtage vandet fra præriebedet, men det er også muligt at lede vandet til en stenfaskine. Derimod er det ikke uden videre tilladt at lede drænvand til kloaksystemer eller eksisterende vandløb.

### Haveplan
En god havetegning er et vigtigt instrument for at skabe overblik over placering og mængde af de udvalgte planter. Husk at få med, hvor lyset kommer fra (nordpilen viser, hvor skyggerne falder hen ved middagstid). Husk også at få planlagt adgangsveje gennem bedet, og husk at angive forskelle i terrænhøjde.
En hjemmegjort tegning kan sagtens bruges, men hvis man ikke er vant til at lave den slags skitser, kan det være en god hjælp at få en professionel til at lave én. Havearkitekter er uddannet til at fremstille havetegninger, men de fleste planteskoler og anlægsgartnerfirmaer har kontakt til folk, som kan lave tegningen for en lavere pris, men naturligvis på amatørbasis.

## Jordbund
Når drænet er etableret, er det tid at gøre noget ved jordforholdene. De fleste prærier har en jord, som er rig på både humus og kalk. For at skabe de samme forhold må de fleste danske jorde tilføres begge stoffer. Kalk kan købes i form af jordbrugskalk, som er billigt og let at blande i jorden med en fræser eller kultivator. Som en tommelfingerregel må man beregne 2,5 liter jordbrugskalk pr. m² (svarende til 1% af jordmængden, når muldlaget er 25 cm tykt). Et 100 m² stort bed skal altså tilføres 25 liter kalk.
Det er mere besværligt med humus, for det kan ikke købes. I stedet må man tilføre materialer, der kan blive til humus ved nedbrydning i på stedet. Der skal ofte beregnes en mængde organisk stof på ca. 50 liter pr. m² (= et lag på 5 cm tykkelse). Blandt mulighederne kan nævnes følgende produkter (i rækkefølge efter, hvor hurtigt de omdannes til humus):
- Champignonmuld
- Bladkompost
- Kompost
- Halm
- Barkflis
- Savsmuld
- Vedflis

Derimod kan sphagnum ikke bruges på grund af dets høje indhold af syre.
Kalk og humusdanner lægges ud på jorden og nedfældes grundigt i den ved hjælp af greb, kultivator eller fræser. Derefter er jorden klar til at modtage planterne.

## Plantevalg
Præriebedets planter skal naturligvis være udvalgt blandt de arter, som findes på de nordamerikanske prærier. Man bør begynde med at beslutte, om bedet skal være en tro kopi af en bestemt prærieegn, eller om det skal være et slags gennemsnit af alle prærier med et udvalg af de smukkeste planter.
I det første tilfælde kan man søge efter egnede planter på flere af de amerikanske og canadiske universiteters netsteder (se nedenfor). Især universiteterne i "midtvesten" (også kaldet "majsbæltet") har gode fortegnelser over de stedlige plantesamfund, som de så ud, før prærien blev opdyrket.
I den anden situation kan man bruge flere hjælpemidler. Der findes netsteder (se nedenfor), som har lister over brugbare planter, ligesom der efterhånden er udkommet en hel del bøger om emnet.
Den følgende liste er fremstillet på grundlag af de botaniske optegnelser, som ses på netstedet University of Illinois: Prairieplants Arkiveret 16. december 2005 hos  Wayback Machine.
- Amerikansk Mjødurt
- Blød Solsikke
- Blå Moskitogræs
- Canadisk Akeleje
- Canadisk Gyldenris
- Carolina-Rose
- Drejeblomst
- Fåbladet Lupin
- Have-Purpursolhat
- Hestemynte
- Høj Skønhedsøje
- Høst-Solbrud
- Håret Solhat
- Langakset Pragtskær
- Lyng-Asters
- Orange Silkeplante
- Prærie-Hirse
- Vadegræs
- Vellugtende Festgræs
- Virginsk Ærenpris
- Yuccabladet Mandstro

## Etablering
Når planterne er udvalgt, og når de er skaffet i tilstrækkelige mængder, kan man begynde at fordele og plante dem. Først bør adgangsvejene markeres, for det er fornuftigt at bruge dem, så plantejorden ikke bliver trådt sammen. Sørg for, at bedet og planterne bliver vandet grundigt igennem ca. 48 timer før plantningen skal begynde. Det giver tid til, at vandet kan fordele sig i hele jordmængden, så planterne har en reserve at trække på.
Plant, så potteklumpens overflade bliver dækket af bedets jord, og sørg for at trykke jorden fast ind mod potteklumpen, så der er god kontakt. Kultiver jorden mellem planterne, når arbejdet er slut, og hold godt øje med alle tegn på vandmangel de næste tre uger. Hvis der bliver behov for at vande, bør man vande hele bedfladen, så vandreserven genskabes.
I forbindelse med etableringen af et nyt rodnet har planterne som regel ikke brug for gødning, og de ret betydelige mængder organisk stof, som er blandet i jorden giver en god reserve, som rækker flere år frem. Derfor er det uden mening at gøde præriebedet det første par år.

## Pleje

### Plantepleje
Planterne er afpasset hinanden fra naturens hånd, og det giver ikke mange problemer at plante dem sammen. Der kan dog være arter, der breder sig aggressivt ved udløbere (Gyldenris, Staude-Hirse og Hestemynte f.eks.) eller frøspredning (det gælder f.eks. Solhat og Skønhedsøje). Dem må man holde øje med og gribe ind over for, når de truer med at kvæle andre planter. Bedet skal ryddes op i april, hvor man fjerner visne toppe og halvt formuldede blade, når de første spirer af de dyrkede planter kan ses over jorden. I resten af året er der ikke nogen pleje af de dyrkede planter.

### Ukrudtsbekæmpelse
Ukrudtet kan derimod blive en plage, især hvis man har plantet prærieplanterne for tyndt, så de ikke kan dække jorden. For at undgå det kan man så en blomstrende dækafgrøde ud de første par sæsoner. Blandt de arter, som hører hjemme på prærien, og som kan bruges til dette formål, kan nævnes Håret Solhat og Texas-Salvie.
Ellers er der kun mulighed for at luge ukrudtet væk. Det er møjsommeligt og langvarigt arbejde, og det kræver en del øvelse at kunne skelne kimplanter af de dyrkede arter fra ukrudtskimplanter, men hvis intet andet virker, så må man gøre det.

### Jordpleje
Med tiden bliver der behov for at pleje jorden. Syreregn og naturlig omsætning i jorden forbruger af kalken, og humus'en bliver nedbrudt og forsvinder som CO2. Det ændrer på forholdene og giver prærieplanterne ringere vilkår. Derfor må der gøres noget.
Kalken kan erstattes ved en udstrøning af jordbrugskalk én gang årligt (f.eks. i januar). Der skal bruges ca. 0,5 liter kalk pr. m², og hvis det er besværligt at fordele den, kan man eventuelt blande den i den årlige topdressing.
Når bedet er ordnet i april, er det tid at tilføre nyt, organisk stof, som kan blive til humus. Det kan lægges ud i hele bedet i et lag på ce 2 cm tykkelse. Alle de tidligere nævnte stoffer kan bruges, men en blanding af lige dele filtergrus og champignonmuld er let at fordele og giver resultater med det samme. Eventuelt kan kalken som nævnt blandes i topdressingen.

## Eksterne links
- Tallgrassprærie i Illinois Arkiveret 31. juli 2005 hos  Wayback Machine
- Plantelister for prærien i Wind Cave National Park
- Oversigt over præriebeskrivelser under WWFs økoregioner